# حلبتا
حلبتا هي إحدى القرى اللبنانية من قرى قضاء بعلبك في محافظة بعلبك الهرمل. يعتمد سكانها على تربية الماشية وصنع الفحم وبيع الحطب والتجارة والزراعة. وهي منطقة جبلية شتاؤها قاس جدا
تبعد عن بيروت مسافة 128 كلم. وترتفع عن سطح البحر مسافة 1200 م. تبلغ مساحتها 1651 هكتار
يبلغ عدد السكان في حلبتا 900 ساكن.